# Pallacanestro maschile agli VIII Giochi panamericani
Il Campionato maschile di pallacanestro agli VIII Giochi panamericani si è svolto dal 2 al 13 luglio 1979 a San Juan, a Porto Rico, durante i VIII Giochi panamericani. La vittoria finale è andata alla nazionale statunitense.

## Squadre partecipanti
- Argentina
- Brasile
- Canada
- Cuba
- Isole Vergini Americane (si è ritirata a torneo in corso)
- Messico
- Panama
- Porto Rico
- Rep. Dominicana
- Stati Uniti

## Girone A
| Squadra                 | G | V | P | PF  | PS  | DP  |
| ----------------------- | - | - | - | --- | --- | --- |
| Stati Uniti             | 4 | 4 | 0 | 391 | 302 | +89 |
| Brasile                 | 4 | 2 | 2 | 361 | 365 | -4  |
| Cuba                    | 4 | 2 | 2 | 316 | 318 | -2  |
| Panama                  | 4 | 1 | 3 | 364 | 391 | -27 |
| Isole Vergini Americane | 4 | 1 | 3 | 357 | 413 | -56 |

## Risultati
| Arbitro: | Pedro Escobedo |

|            |       |  |
| Woodson 24 | Punti |  |

| San Juan 3 luglio 1979, ore 17:00 | Isole Vergini Americane | 98 – 92 | Brasile |  |

| San Juan 3 luglio 1979, ore 21:00       | Stati Uniti | 85 – 53 (44-24) | Cuba |  |
| \| \| \| \| \| Brooks 16 \| Punti \| \| |             |                 |      |  |
|                                         |             |                 |      |  |
| Brooks 16                               | Punti       |                 |      |  |

| San Juan 4 luglio 1979 | Brasile | 106 – 101 (56-50) | Panama |  |

| San Juan 4 luglio 1979 | Cuba | 98 – 76 | Panama |  |

| San Juan 5 luglio 1979 | Panama | 104 – 99 | Isole Vergini Americane |  |

| San Juan 5 luglio 1979                  | Stati Uniti | 82 – 78 (39-41) | Brasile |  |
| \| \| \| \| \| Brooks 19 \| Punti \| \| |             |                 |         |  |
|                                         |             |                 |         |  |
| Brooks 19                               | Punti       |                 |         |  |

| San Juan 6 luglio 1979 | Cuba | 81 – 72 | Isole Vergini Americane |  |

| San Juan 7 luglio 1979                  | Stati Uniti | 88 – 83 (52-47) | Panama |  |
| \| \| \| \| \| McHale 17 \| Punti \| \| |             |                 |        |  |
|                                         |             |                 |        |  |
| McHale 17                               | Punti       |                 |        |  |

| San Juan 7 luglio 1979 | Brasile | 85 – 84 | Cuba |  |

## Girone B
| Squadra         | G | V | P | PF  | PS  | DP   |
| --------------- | - | - | - | --- | --- | ---- |
| Porto Rico      | 4 | 4 | 0 | 448 | 366 | +82  |
| Argentina       | 4 | 3 | 1 | 387 | 373 | +14  |
| Canada          | 4 | 2 | 2 | 365 | 337 | +28  |
| Messico         | 4 | 1 | 3 | 389 | 388 | +1   |
| Rep. Dominicana | 4 | 0 | 4 | 358 | 483 | -125 |

## Risultati
| San Juan 2 luglio 1979 | Argentina | 82 – 81 (47-49) | Canada |  |

| San Juan 2 luglio 1979, ore 19:00 | Porto Rico | 134 – 91 (67-44) | Rep. Dominicana |  |

| San Juan 3 luglio 1979, ore 17:00 | Canada | 89 – 74 (34-30) | Messico |  |

| San Juan 3 luglio 1979, ore 21:00 | Argentina | 111 – 87 | Rep. Dominicana |  |

| San Juan 4 luglio 1979 | Porto Rico | 113 – 102 (56-46) | Messico |  |

| San Juan 5 luglio 1979 | Canada | 120 – 90 | Rep. Dominicana |  |

| San Juan 5 luglio 1979 | Porto Rico | 110 – 98 | Argentina |  |

| San Juan 6 luglio 1979 | Messico | 118 – 90 | Rep. Dominicana |  |

| San Juan 7 luglio 1979 | Argentina | 96 – 95 (53-54) | Messico |  |

| San Juan 7 luglio 1979 | Porto Rico | 91 – 75 | Canada |  |

## Girone 7º - 10º posto
| Squadra                 | G | V | P | PF  | PS  | DP  |
| ----------------------- | - | - | - | --- | --- | --- |
| Panama                  | 2 | 2 | 0 | 209 | 197 | +12 |
| Messico                 | 2 | 1 | 1 |     |     |     |
| Rep. Dominicana         | 2 | 0 | 2 |     |     |     |
| Isole Vergini Americane |   |   |   |     |     |     |

## Risultati
| San Juan 8 luglio 1979 | Panama | 97 – 93 (53-46) | Rep. Dominicana |  |

| San Juan 10 luglio 1979 | Panama | 112 – 104 | Messico |  |

| San Juan 12 luglio 1979 | Messico | ? – ? | Rep. Dominicana |  |

## Girone finale
| Squadra     | G | V | P | PF  | PS  | DP   |
| ----------- | - | - | - | --- | --- | ---- |
| Stati Uniti | 5 | 5 | 0 | 516 | 414 | +102 |
| Porto Rico  | 5 | 4 | 1 | 491 | 446 | +45  |
| Brasile     | 5 | 2 | 3 | 463 | 472 | -9   |
| Cuba        | 5 | 2 | 3 | 394 | 413 | -19  |
| Canada      | 5 | 2 | 3 | 379 | 408 | -29  |
| Argentina   | 5 | 0 | 5 | 408 | 498 | -90  |

## Risultati
| San Juan 8 luglio 1979                | Stati Uniti | 97 – 76 | Canada |  |
| \| \| \| \| \| Macy 17 \| Punti \| \| |             |         |        |  |
|                                       |             |         |        |  |
| Macy 17                               | Punti       |         |        |  |

| San Juan 8 luglio 1979 | Porto Rico | 109 – 107 | Brasile |  |

| San Juan 9 luglio 1979                   | Stati Uniti | 99 – 73 (48-32) | Argentina |  |
| \| \| \| \| \| Woodson 30 \| Punti \| \| |             |                 |           |  |
|                                          |             |                 |           |  |
| Woodson 30                               | Punti       |                 |           |  |

| San Juan 9 luglio 1979 | Porto Rico | 90 – 76 | Cuba |  |

| San Juan 10 luglio 1979                  | Stati Uniti | 101 – 83 | Cuba |  |
| \| \| \| \| \| Woodson 29 \| Punti \| \| |             |          |      |  |
|                                          |             |          |      |  |
| Woodson 29                               | Punti       |          |      |  |

| San Juan 10 luglio 1979, ore 19:00 | Brasile | 102 – 101 (d.1t.s.) (32-54, 88-88) | Argentina |  |

| San Juan 10 luglio 1979 | Porto Rico | 89 – 75 (43-33) | Canada |  |

| San Juan 11 luglio 1979, ore 19:00 | Brasile | 85 – 77 | Cuba |  |

| San Juan 11 luglio 1979 | Canada | 93 – 78 | Argentina |  |

| San Juan 12 luglio 1979                  | Stati Uniti | 106 – 88 (53-30) | Brasile |  |
| \| \| \| \| \| Woodson 29 \| Punti \| \| |             |                  |         |  |
|                                          |             |                  |         |  |
| Woodson 29                               | Punti       |                  |         |  |

| San Juan 12 luglio 1979 | Cuba | 67 – 56 (30-26) | Canada |  |

| San Juan 12 luglio 1979 | Porto Rico | 109 – 75 | Argentina |  |

| San Juan 13 luglio 1979, ore 11:00 | Canada | 79 – 77 | Brasile |  |

| San Juan 13 luglio 1979 | Cuba | 91 – 81 (48-31) | Argentina |  |

| San Juan 13 luglio 1979, ore 19:00      | Stati Uniti | 113 – 94 (54-39) | Porto Rico |  |
| \| \| \| \| \| Brooks 27 \| Punti \| \| |             |                  |            |  |
|                                         |             |                  |            |  |
| Brooks 27                               | Punti       |                  |            |  |

## Classifica finale
| Pos. | Squadra                 | Formazione |
| ---- | ----------------------- | --- |
|      | Stati Uniti             | Stati Uniti4 Miller, 5 O'Koren, 6 Clancy, 7 Tolbert, 8 Duren, 9 Vranes, 10 Macy, 11 McHale, 12 Thomas, 13 Sampson, 14 Lester, 15 Woodson, 16 Brooks, All. Bob Knight    |
|      | Porto Rico              | Porto RicoBermúdez, Cora, Cruz, Dalmau, Fantauzzi, Morales, Quiñones, Rodríguez, Santiago, Torres, Valderas, Vicéns, All. Flor Meléndez                                 |
|      | Brasile                 | Brasile4 Evaristo, 5 Fausto, 6 Bira, 7 Carioquinha, 8 Hélio Rubens, 9 Marquinhos, 10 Saiani, 11 Marcel, 12 Adilson, 13 Marcelo, 14 Oscar, 15 Zé Geraldo, All. Ary Vidal |
| 4.   | Cuba                    | CubaAbreu, Calderón, Cepeda, Domecq, R. Herrera, T. Herrera, Luaces, Morales, Moré, Ortiz, Scott, Urgellés, All. Ernesto Díaz                                           |
| 5.   | Canada                  | CanadaAtkin, Bishop, Brkovich, Head, Kelsey, Raffin, Rautins, Riley, Ryan, Triano, Tollestrup, Zoet, All. Jack Donohue                                                  |
| 6.   | Argentina               | ArgentinaAguirre, Cadillac, Cortijo, C. González, L. González, Martín, Oroño, Pagella, Perazzo, Prato, Raffaelli, Romano, All. Miguel Ángel Ripullone                   |
| 7.   | Panama                  | PanamaBrown, Butler, Callender, Dyer, Frazer, Grenald, Malcolm, Medrick, Pond, Smith, Warren, All. Carl Pirelli                                                         |
| 8.   | Messico                 | MessicoArvizu, Aguirre, Ayala, Crispín, Guerrero, Jiménez, Palomar, Ríos, Sáenz, Ar. Sánchez, Silva, All. Adolfo Sánchez                                                |
| 9.   | Rep. Dominicana         | Rep. DominicanaBerson, Chacón, Fradden, Gómez, Jones, Mieses, Muñoz, Pérez, Prats, Royal, Rozón, Taveras, All. Alejandro Tejeda                                         |
| 10.  | Isole Vergini Americane | Isole Vergini AmericaneCallendar, Charles, Cid, Frett, Gumbs, Harrison, Johns, Malone, Miller, Peterson, Solomon, White, All. Glen Williams                             |